# Guadalupe (Kostaryka)
Guadalupe – miasto w Kostaryce; w 2006 roku mieszkało w nim 26 700 mieszkańców.
Przemysł spożywczy, włókienniczy.

## Osoby związane z Guadalupe
- Ana Helena Chacón – kostarykańska polityczka i dyplomatka